# Wang Beiming
Wang Beiming (Shanghai, 13 augustus 1983) is een Chinees waterpolospeler.
Wang Beiming nam als waterpoloër één keer deel aan de Olympische Spelen in 2008. Op de Aziatische Spelen 2010 won hij de zilveren medaille.